# Baconnaise
Baconnaise é uma pasta alimentícia à base de maionese com sabor de bacon, ovo vegetariana e com certificação kosher. Foi criada por Justin Esch e Dave Lefkow, fundadores da J&D's Foods, em novembro de 2008, e vendeu 40.000 frascos em seis meses. Foi testada no mercado em Grand Forks, Dakota do Norte, para determinar o interesse do consumidor. Após ser apresentada no The Daily Show e no The Oprah Winfrey Show, as vendas da Baconnaise aumentaram significativamente, com mais de um milhão de frascos vendidos.

## História
Em uma entrevista à ABC News, Esch e Lefkow afirmaram que tiveram a ideia original dos produtos de bacon e de sua primeira invenção, o Bacon Salt, enquanto faziam uma piada sobre o assunto durante uma refeição em uma lanchonete. O dinheiro para a sua startup veio dos US$ 5.000 que Lefkow havia obtido no programa America's Funniest Home Videos. A ideia de fazer bacon para barrar veio do pedido de um cliente. Juntos, eles criaram interesse em seus produtos indo a vários eventos esportivos vestidos com fantasias de bacon e usaram redes sociais para aumentar a conscientização sobre sua empresa.
A Baconnaise foi apresentada várias vezes no The Daily Show with Jon Stewart como uma piada repetida. Em 2009, Jon Stewart usou a Baconnaise em um esquete que chamou a atenção negativa de Leslie Kelly, do Seattle Post-Intelligencer. Stewart comentou: “Baconnaise, para pessoas que querem ter doenças cardíacas, mas, sabe, são preguiçosas demais para realmente fazer bacon". Em 2010, Jon Stewart satirizou novamente a Baconnaise com um clipe falso do outdoor na Times Square, que atraiu uma resposta da J&D's Foods. Segundo a J&D's Foods, foi feito um plano para veicular um anúncio real em um outdoor, mas ele foi recusado pelo Comedy Central. Usando-o como adereço em um episódio posterior, Stewart se referiu ao Baconnaise como “o maior triunfo do capitalismo”.
A Baconnaise foi discutida no The Oprah Winfrey Show em 24 de abril de 2009, quando Esch e Lefkow foram entrevistados por Winfrey via Skype. Depois que seus convidados e ela comeram sanduíches que usavam o produto, ela comentou: “Vegetariano e kosher! Obrigada, Justin e Dave! Comprem sua própria Baconnaise!". Depois de seu endosso, o tráfego no site da empresa e nos telefones sobrecarregou os sistemas. Lefkow afirmou que um ano após a exibição do programa, mais de um milhão de potes de Baconnaise foram vendidos.

## Produção
De acordo com Lefkow, o “bacon cremoso” surgiu como uma sugestão dos clientes após o sucesso do Bacon Salt. Lefkow afirmou que, ao desenvolver e refinar o sabor do Baconnaise, ele passou a comer “nada além de bacon e maionese no café da manhã durante os seis meses seguintes” para comparar o produto com o verdadeiro. Inicialmente, eles venderam o novo produto na City Fish Company do Pike's Place.
A Baconnaise não contém bacon, sabores artificiais ou glutamato monossódico, mas o processo real e os ingredientes do produto são um segredo comercial. Uma lista completa dos ingredientes inclui: óleo de soja, água, gema de ovo, ácido glucônico, extrato de levedura, estabilizante (celulose microcristalina [en], amido modificado [en], goma xantana, goma guar, goma-arábica), dextrose cultivada, sal, açúcar, alho desidratado, páprica, cebola desidratada, especiarias, aroma natural de fumaça, aromas naturais, tocoferóis, EDTA dissódico de cálcio e extrato de levedura autolisada.
A J&D's Foods também lançou uma versão mais leve da Baconnaise. Comercializada como Baconnaise Lite, ela contém 30 calorias por porção e menos gordura do que a Baconnaise original. A Baconnaise é vendida em potes plásticos de 443 ml. Em 2018, a embalagem da Baconnaise foi alterada para uma garrafa de 443 ml. A marca, J&D's, continua a mesma, mas agora é propriedade da L and L Specialty Foods.

## Lançamento
O teste de marketing do produto foi feito no Mercado de Pike Place [en], em Seattle, onde eram vendidos até 120 potes por semana. O produto estreou em outubro de 2008, na Seattle Semi Pro Wrestling League, no Heaven's Night Club. O evento contou com uma luta fantasiada entre a maionese e uma fatia de bacon.

## Recepção
Will Goldfarb, do site Serious Eats, fez uma avaliação do Baconnaise, afirmando que “[ele] funciona muito bem como condimento para sanduíches, mas a fumaça assertiva pode dominar ingredientes suaves”. Goldfarb o recomendou como condimento para sanduíches, mas advertiu contra seu uso em molhos, temperos de salada e pratos de peixe. O “Baconnaise Lite” recebeu uma avaliação positiva da “Hungry Girl”, embora a avaliadora tenha observado que seu nome era “um pouco oximoro”. O Baconnaise, apesar de ser vegetariano e kosher, não tem gosto de maionese.

### Receitas originais
Receitas originais com maionese com infusão de gordura animal [en], incluindo a Baconnaise, foram abordadas no site Serious Eats. A receita inclui tiras de bacon esfareladas, gordura líquida de bacon, óleo de canola, gemas de ovos e mostarda Dijon com água e suco de limão.